# Raf Simons
Raf Jan Simons (wym. rɑuf ˈsimɔns; ur. 12 stycznia 1968 w Neerpelt) – belgijski projektant mody; dyrektor kreatywny domów mody Jil Sander (2005-2012), Christian Dior (2012-2015), Calvin Klein (2016-2018); wice-dyrektor kreatywny domu mody Prada (2020-).

## Życiorys
Raf Simons urodził się w 1968 roku w belgijskiej wiosce Neerpelt. Jego ojciec był wojskowym, a mama gospodynią domową. W 1991 roku ukończył LUCA School of Arts w Genk, uzyskując dyplom z projektowania mebli. Po studiach zajął się tworzeniem mebli w ramach stażu w studiu Waltera van Beirendoncka. Simons wspólnie z szefem pojechali na pokaz mody Martina Margieli w Paryżu. Wówczas przyszły projektant podjął decyzję o zmianie kariery.
W 1995 roku Simons wprowadził na rynek własną linię odzieży męskiej. 10 lat później rozpoczął współpracę z Jil Sander, która trwała do 2012 roku. 
W 2012 roku został dyrektorem kreatywnym w domu mody Christian Dior, zastępując Johna Galliano. Trzy i pół roku po objęciu stanowiska w Dior zrezygnował ze współpracy z francuską firmą.
W 2016 roku objął funkcję dyrektora kreatywnego amerykańskiej marki Calvin Klein (tworzy linię 205W39NYC); przeniósł się wtedy do Nowego Jorku.
W 2020 roku Simons rozpoczął współpracę z Miuccią Pradą, jako wice-dyrektor kreatywny domu mody Prada. W tym samym roku powstała pierwsza damska kolekcja domu mody Raf Simons. Trzy lata później projektant zamknął swoją markę.

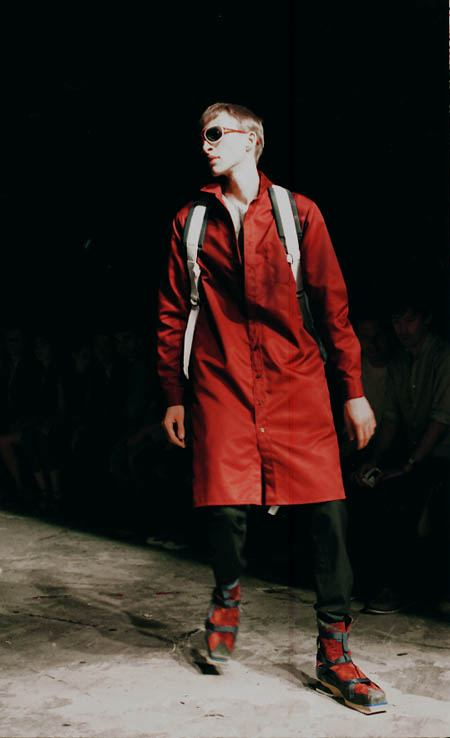
Pokaz kolekcji Rafa Simonsa wiosna-lato 2008.
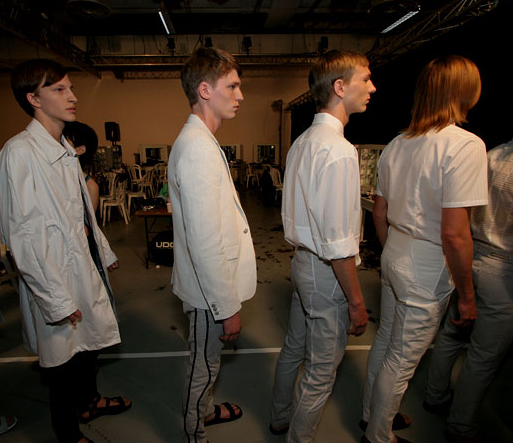
Pokaz kolekcji Rafa Simonsa jesień-zima 2007 (za kulisami).